# Pithecellobium filipes
Pithecellobium filipes là một loài thực vật có hoa trong họ Đậu. Loài này được (Vent.) Benth. miêu tả khoa học đầu tiên.